# Lokátorromboló rakéta

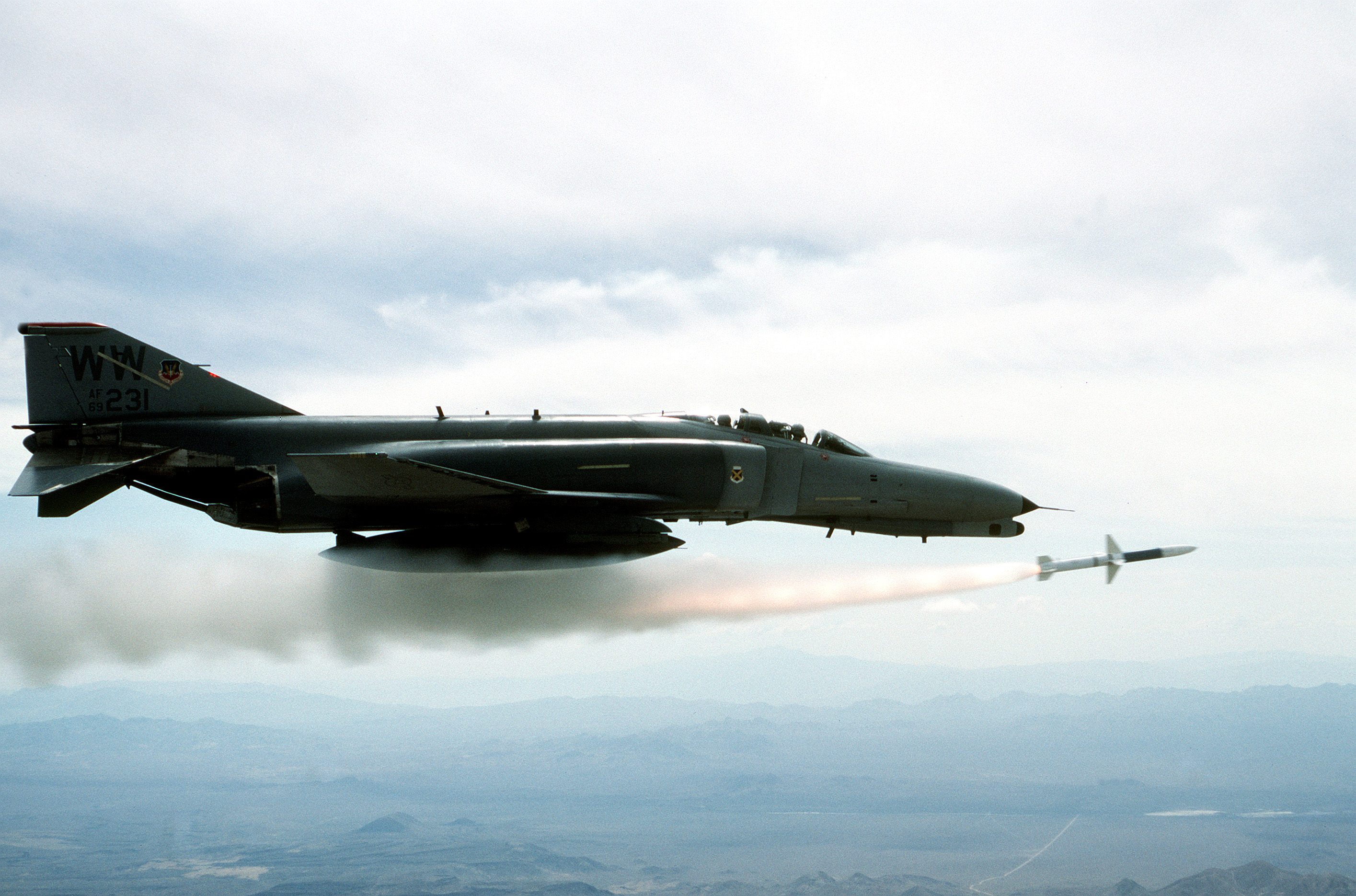
F–4G Phantom II AGM–45 Shrike lokátorromboló rakéta indítása közben

A lokátorromboló rakéta a földi célok elleni irányított rakéták egy speciális fajtája, melynek irányítását a rádiótechnikai berendezések, elsősorban rádiólokátorok által kisugárzott rádiósugárzás végzi. Az ilyen rakéták orrába egy olyan vevőkészüléket építenek, amely meg tudja állapítani a rádiósugárzás irányát, és a rakétát ezen irányba vezeti. A rakétákhoz gyakran több, eltérő hullámhosszúságú, különböző típusú fejrészt gyártanak, melyeket egyszerűen lehet cserélni. A rádiólokátorok kezelőszemélyzete az ilyen rakéták indításának észlelésekor igyekszik a támadás idejére a lokátort gyorsan kikapcsolni, mert ezzel észlelhetetlenné válnak a rakéta számára, emiatt ez ilyen rakéták viszonylag gyorsak (3 Mach körüli repülési sebesség). A lokátoros irányítórendszert gyakran tehetetlenségi navigációs rendszerrel is kiegészítik, ekkor a rakéta képes a lokátor helyzetét többé-kevésbé pontosan megjegyezni és találatot elérni akkor is, ha a lokátort időközben kikapcsolták.

## Rakétatípusok
- AGM–45 Shrike
- AGM–78 Standard ARM
- AGM–88 HARM (és AGM–88E AARGM)
- AGM–122 Sidearm
- AGM–136 Tacit Rainbow
- ALARM
- GAM–67 Crossbow
- H–15P
- H–25MP
- H–28
- H–29MP
- H–31P/PM
- H–58
- MAR–1
- Martel